# 天使のジェラシー
「天使のジェラシー」（てんしのジェラシー）はMAGICの6枚目のシングル。1993年4月28日にメルダックから発売。

## 概要
最大のヒット・シングルとなった本作はテレビ朝日系ドラマ月曜ドラマ・イン「ツインズ教師」オープニング・テーマ。ベスト・アルバム『天使のジェラシー〜MAGIC Best Collection』ではシンセサイザーを抜いたアルバム・バージョンにて収録。
またカップリング曲の「クロスロード」は、フジテレビ系『北野ファンクラブ』とテレビ朝日系『M10(マグニチュード10)』のエンディングテーマで使用された。

## 収録曲
全作詞：船橋孝樹　編曲：魚海洋司・MAGIC
1. 天使のジェラシー
作詞：船橋孝樹
作曲：久米浩司・魚海洋司
2. クロスロード
作詞：船橋孝樹
作曲：山口憲一
3. 天使のジェラシー（オリジナル・カラオケ）